# Valley View University
Die Valley View University (dt. Tal-Blick-Universität) (kurz: VVU) ist die erste private Universität in Ghana. Sie ist Teil des Hochschulbildungssystems der Siebenten-Tags-Adventisten (engl. Seventh-Day Adventist Church) mit mittlerweile 98 Hochschulen.

## Geschichte
Die heutige Valley View University wurde bereits 1979 in der West African Union Mission of Seventh-Day Adventists (heute: Ghana Union Conference) als Adventist Missionary College in Bekwai in der Ashanti Region gegründet. Im Jahr 1983 wurde es nach Adetan in die Nähe von Accra verlegt und letztlich im Jahr 1989 nach Oybibi, ca. 25 Kilometer außerhalb von Accra verlegt und in Valley View College umbenannt.
Im Jahr 1995 wurde das Institut der Griggs University in Silver Spring, Maryland, USA angeschlossen. Damit wurde es der Universität möglich Abschlüsse in Theologie und Religionswissenschaften abzunehmen. Im selben Jahr wurde der Universität vom National Accreditation Board der Universitätsstatus verliehen.
Im Jahr 1997 wurde die Universität in das Universitätssystem der Adventisten, University of Seventh-Day Adventist integriert.

## Abteilungen
An der VVU sind folgende Abteilungen gebildet worden:
- Abteilung für Theologie (Department of Theology)
- Abteilung für Wirtschaftswissenschaft (Department of Business)
- Abteilung für Informatik (Department of Computer Science)
- Abteilung für Fernstudien (Department of Distance Education)
- Abteilung für Pädagogik (Department of Education)
- Abteilung für allgemeine Bildung (Department of General Education)
- Abteilung für Pflegewissenschaft (Department of Nursing)

## Abschlüsse
Folgende Abschlüsse können erworben werden:
Bachelor:
- Bachelor of Arts (BA) in Theologie
- Bachelor of Arts (BA) in Religionswissenschaften
- Bachelor of Business Administration (BBA):

Buchführung (Accounting)
Banken und Finanzen (Banking & Finance)
Marketing (Marketing Management)
Personalwesen (Human Resource Management)
Management (Management)
- Bachelor of Science (BSc) in Informatik
- Bachelor in Erziehungswissenschaften (Weiterführende Bildung)
- Bachelor of Science (BSc) in Entwicklungsstudien
- Bachelor of Science (BSc) Pflegedienstleistung
- Bachelor of Science in Religionslehre (BSc Rel. Edu.)

Wirtschaftsabschlüsse:
Bachelor of Business Administration (BBA)
Bachelor of Science in Business Management (BSc Man)
Bachelor of Science in Church Business Management (BSc CBM)
Diplome und Sonstiges:
Diplom in Theologie (Dipl. Th.)
Diplom in Religion (Dipl. Rel.)
Associate of Arts in Personal Ministries (AA Min.)
Bachelor of Arts in Allgemeinen Studien (General Studies) (BA Gen St)